# Super Girl (EP)
《SUPER GIRL》은 슈퍼주니어의 세 번째 유닛 슈퍼주니어-M이 발매한 미니앨범 1집이다.

## 개요
타이틀 곡 SUPER GIRL은 Club House풍의 비트와 리드미컬한 편곡이 어우러진 Retro electronic 장르의 곡으로, 유영진이 작곡했다. 가사에는 배려 없는 연인과의 사랑에 지쳐가는 이성친구에게 마음을 표현하였고 "너는 이미 나에게 완벽한 슈퍼걸이며, 너를 위해 무엇이든 하겠다"는 고백을 담았다. 또한 소녀시대〈Gee〉를 만든 E-Tribe가 선사한〈告白 (Confession)〉은 강렬한 비트와 멜로디가 어우러진 업템포 힙합비트의 빠른 댄스 곡이고, 〈动情 (Only U)〉는 파워풀한 기타 사운드와 경쾌한 리듬이 인상적인 이국적인 느낌의 댄스 곡이어서 슈퍼주니어-M의 카리스마 넘치는 매력도 느낄 수 있다. 이 밖에도 이번 앨범에는 연인과의 이별을 앞두고 사랑했던 추억들을 떠올리며 변함없는 사랑을 다짐하는 슬픈 가사의 발라드 곡〈到了明天 (Blue Tomorrow)〉과 따뜻하고 사랑스러운 분위기를 담은 미디엄 템포의〈爱情接力 (You and me)〉등 다양한 장르의 중국어 노래 5곡이 수록되어 있다.
특히, 대한민국 발매반에는 타이틀 곡〈SUPER GIRL〉의 한국어 버전과〈내일이면 (Blue Tomrrow)〉2곡을 한국어 버전으로도 추가 수록하였고, 중국인 멤버 조미는〈告白 (Confession)〉,〈爱情接力 (You and me)〉등 2곡의 가사를 직접 작사해서 눈길을 끌었다.

## 수록곡

### 중국 발매반
1. SUPER GIRL
2. 내일이면 (Blue Tomorrow)
3. 고백 (Confession)
4. Only You
5. You and Me

### 한국 발매반
1. SUPER GIRL
2. 내일이면 (Blue Tomorrow)
3. 고백 (Confession)
4. Only You
5. You and Me
6. SUPER GIRL (Korean Ver.)
7. 내일이면 (Blue Tomorrow) (Korean Ver.)

## 에피소드
- 발매 3주 후인 10월 10일에 서울에서 개최된 드림콘서트에서 SUPER GIRL의 한국어 버전을 선보였다.
- 뮤직비디오에서는 소녀시대의 제시카가 특별 출연하였다.
- SUPER GIRL은 음반 뿐만 아니라 음원차트에서도 상위권을 기록했다.
- 보통 음반에는 헨리의 바이올린 퍼포먼스가 들어가는데 이번 곡에서 헨리는 바이올린을 키지 않았다.
- 슈퍼주니어는 세 번째 아시아 투어 SUPER SHOW 3에서 멤버 한경의 소송으로 SUPER GIRL을 김희철을 제외한 9인조로 재편하여 새롭게 선보였다.